# Громадянські свободи
Громадянські свободи — негативні і позитивні повноваження фізичних осіб, як індивідуальні, так і колективні. Свободи найчастіше реалізуються шляхом усунення державного регулювання з тієї чи іншої поведінки особи. Свободи, таким чином, виражають незалежність індивіда від влади держави у певних діях і визначають межі державного втручання у особисту сферу.
В літературі і законодавстві немає чіткої різниці між змістом і сенсом понять громадських свобод і прав, тому усталена юридична об'єднуюча формула «права і свободи» зустрічається повсюдно. Також є приклади вживання конструкції «право на свободу». Проголосити те чи інше право свободою — означає визнання авторитет і компетентність суб'єкта права у цій діяльності беззаперечним і вищим за авторитет і компетентність держави.
Історично, свободи переважно належать до першого покоління прав людини (XVII-XVIII ст.ст.)
Механізми гарантій, захисту свобод і прав аналогічні.
Один з основоположників Австрійської школи економіки Людвіг фон Мізес писав: «Сутність свободи людини полягає в можливості відхилятися від традиційних способів мислення і дій».

## Свободи людини за Конституцією України та Цивільним кодексом України
В Основному Законі знайшли закріплення наступні свободи людини і громадянина:
- свобода політичної діяльності, не забороненої Конституцією і законами України (стаття 15); свобода об'єднання у політичні партії та громадські організації[5] (стаття 36);
- особиста свобода[6] (статті 29, 121);
- свобода пересування[7] (стаття 33);
- свобода думки і слова[8] (стаття 34);
- свобода світогляду і віросповідання (свобода сповідувати будь-яку релігію або не сповідувати ніякої, безперешкодно відправляти одноособово чи колективно релігійні культи і ритуальні обряди, вести релігійну діяльність) (стаття 35);
- свобода літературної, художньої, наукової і технічної творчості (стаття 54);
- свобода доказування (свобода в наданні сторонами суду своїх доказів і у доведенні перед судом їх переконливості) (стаття 129).

Цивільний кодекс проголосив такі свободи учасників цивільних відносин:
- свобода договору (стаття 3);
- свобода підприємницької діяльності, яка не заборонена законом (стаття 3).